# Zajcewe (wieś w obwodzie donieckim)
Zajcewe (ukr. Зайцеве) – wieś na Ukrainie, w obwodzie donieckim, w rejonie bachmuckim. W 2001 liczyła 1162 mieszkańców, spośród których 1065 posługiwało się językiem ukraińskim, 96 rosyjskim, a 1 innym.

## ZObacz też
- Zajcewe (osiedle typu miejskiego)